# Рита Леві-Монтальчині
Рита Леві-Монтальчині (італ. Rita Levi-Montalcini; 22 квітня 1909, Турин, Італія — 30 грудня 2012, Рим, Італія) — італійський нейробіолог, лауреат Нобелівської премії з фізіології і медицини 1986 року, яку вона отримала разом із Стенлі Коеном за відкриття факторів росту клітин. Довічний сенатор Італійської Республіки.

## Біографічні відомості
Народилася в багатій сім'ї єврейських інтелектуалів Турина і, незважаючи на опір батька, вибрала для себе кар'єру медика.
У 1941 авіація союзників почала бомбардування Турина, і сім'я перебралася в П'ємонт, а два роки опісля втекла від гітлерівського вторгнення у Флоренцію, де ховалася від фашистів, поки режим не впав. Після звільнення Італії працювала лікарем в таборі біженців у Флоренції, а потім відновила дослідницьку роботу в університеті Турина. У 1951—1977 роках Леві-Монтальчині — професор біології університету Вашингтона в Сент-Луїсі (США); у 1980-х роках — директор лабораторії клітин при Національному інституті досліджень в Римі.
Відразу після війни її роботи з нейроембріології, опубліковані в Бельгії і Швейцарії, принесли їй світове визнання, і в 1947 році вона прийняла запрошення Вашингтонського університету в Сент-Луїсі. Візит у США розтягнувся на 30 років. Разом з колегами Рита Леві-Монтальчині виявила фактори росту нервової тканини і фібробластів, інтерлейкіни і багатьох інших речовин, необхідні для розуміння зростання і регуляції клітин, органів, тканин. Її відкриття сприяли розробці технологій відновлення нервів і пересадки шкіри. Проводила дослідження в онкології та інших розділах медицини.
Область досліджень Леві-Монтальчині — зростання і диференціація нервових клітин. Виявивши в серії експериментів в 1951 році (спільно із С. Коеном) злоякісне переродження і подальший бурхливий розвиток симпатичних нервових клітин в результаті пересадки ракової пухлини в курячий зародок, Леві-Монтальчині висловила гіпотезу про наявність у ракових клітинах речовини, що стимулює ріст нервової тканини («чинник зростання»). Пізніше вона експериментально довела цю гіпотезу, встановивши руйнування симпатичних гангліїв у молодих мишей після вприскування їм створеної С. Коеном сироватки (згодом чинник зростання виявлено у всіх тканинах і рідинах організму). Відкриття Леві-Монтальчині здійснили переворот у нейробіології, особливо в дослідженнях нервової системи і мозку, і знайшли практичне застосування в клініці мозкових травм.
За ці дослідження, у 1986 році, разом зі своїм колегою Стенлі Коеном, вона була удостоєна Нобелівської премії.
Завершивши наукову кар'єру, заснувала фонд свого імені, який надавав допомогу африканським жінкам, багато років служила послом Організації з сільського господарства і продовольства ООН, стала першою жінкою-президентом Італійської енциклопедії. Повернувшись до Італії, в 2001 році стала почесним сенатором і брала активну участь в політичному житті країни. У 2004 році в сутичці з тодішнім міністром освіти вона відстояла необхідність викладання в італійських школах теорії еволюції.
Померла Рита Леві-Монтальчині 30 грудня 2012 року на 104-му році життя у власному будинку в Римі.